# Breslaus voetbalkampioenschap 1908/09
In 1908/09 werd het zevende Breslaus voetbalkampioenschap gespeeld, dat georganiseerd werd door de Zuidoost-Duitse voetbalbond. VfR 1897 Breslau werd kampioen en plaatste zich voor de Zuidoost-Duitse eindronde en verloor daar van SC Alemannia Cottbus.

## Eindstand
| Plaats | Club                     | Wed. | W  | G | V  | Saldo | Ptn   |
| ------ | ------------------------ | ---- | -- | - | -- | ----- | ----- |
| 1.     | VfR 1897 Breslau         | 14   | 11 | 2 | 1  | 47:13 | 24:4  |
| 2.     | SC Schlesien Breslau     | 14   | 11 | 0 | 3  | 74:15 | 22:6  |
| 3.     | FC 1898 Breslau          | 14   | 10 | 1 | 3  | 61:23 | 21:7  |
| 4.     | SC Germania 1904 Breslau | 14   | 8  | 0 | 6  | 54:39 | 16:12 |
| 5.     | ATV Breslau              | 14   | 3  | 2 | 9  | 32:46 | 8:20  |
| 6.     | SC Preußen Breslau       | 14   | 4  | 0 | 10 | 26:42 | 8:20  |
| 7.     | FC Hertha Breslau        | 14   | 3  | 1 | 10 | 22:68 | 7:21  |
| 8.     | SV Corso 1905 Breslau    | 14   | 3  | 0 | 11 | 14:84 | 6:22  |

|  | Kampioen   |
|  | Degradatie |